# ATE (album)
ATE è il nono EP in lingua coreana del gruppo musicale Stray Kids, pubblicato il 19 luglio 2024.

## Tracce
1. Mountains - 3:07
2. Chk Chk Boom - 2:28
3. Jjam - 3:05
4. I Like It - 2:28
5. Runners - 3:16
6. Twilight" (또 다시 밤) - 3:12
7. Stray Kids - 3:09
8. Chk Chk Boom (festival version) - 2:33

## Formazione
- Bang Chan (3Racha)
- Changbin (3Racha)
- Han (3Racha)
- Lee Know
- Hyunjin
- Felix
- Seungmin
- I.N